# Anton Giulio Majano
Anton Giulio Majano, né le 5 juillet 1909 à Chieti et mort le 12 août 1994 à Marino dans la province de Rome, est un réalisateur et scénariste italien.

## Biographie
Il est né à Chieti de Odoardo Majano et Agata Maraschini. Diplômé en sciences politiques, il fréquente l'Académie militaire de Modène, d'où il sort avec le grade d'officier de cavalerie.
Il est l'un des pères du « teleromanzo » italien. Muni « d'une expérience cinématographique peu développée, mais avec une bonne formation littéraire, Majano s'est appliqué, dès les tout débuts de la télévision italienne, à la formule du « drame scénarisé », en l'éloignant des adaptations cinématographiques de romans à grand succès populaire réalisées en particulier par le cinéma hollywoodien ».
Pendant plus de trente ans, il a ainsi associé son nom à des fictions télévisées qui ont marqué l'histoire de la télévision italienne, dirigeant des acteurs tels qu'Alberto Lupo, Luigi Vannucchi, Virna Lisi, Romolo Valli, Enrico Maria Salerno, Arnoldo Foà, Lea Massari, la toute jeune Loretta Goggi (qu'il a découverte) et bien d'autres encore. Il a également beaucoup travaillé dans le domaine du théâtre radiophonique, tant à l'EIAR qu'à la Rai, de la fin des années 1930 au début des années 1960.

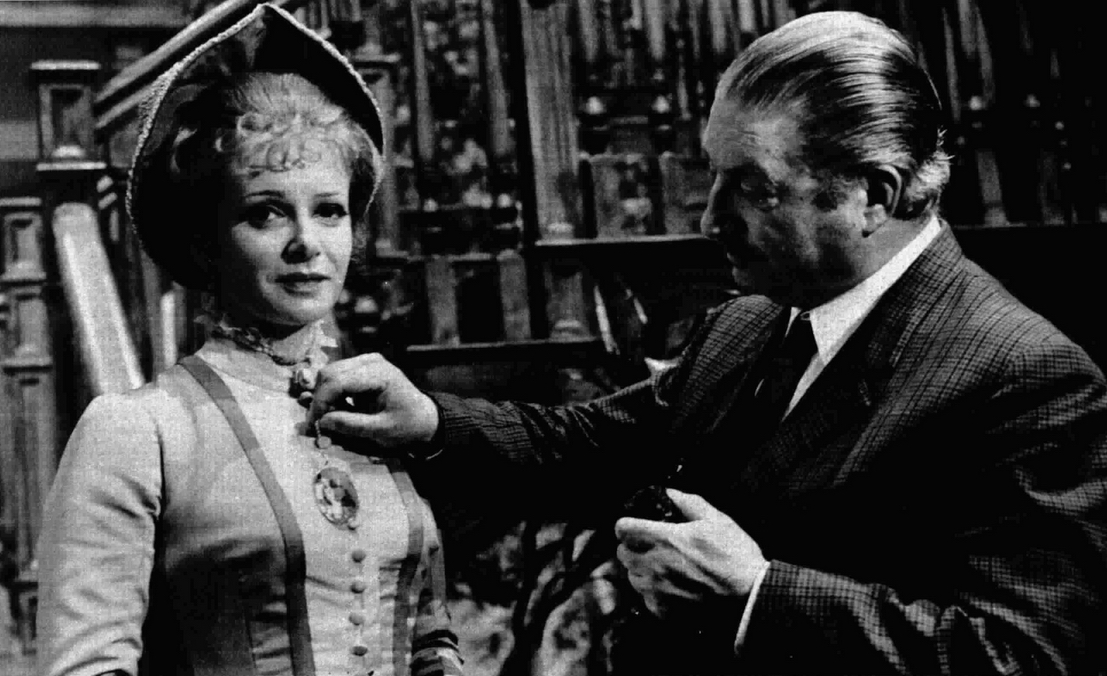
Valeria Ciangottini et Anton Giulio Majano en avril 1972 pour le magazine Radiocorriere.

Vers la fin des années 1930, il commence à travailler pour le cinéma, en tant qu'assistant réalisateur (pour Luis Trenker dans Condottieri en 1937) et scénariste. À la fin de la Seconde Guerre mondiale, il continue à travailler sur des scénarios, jusqu'à ce qu'il devienne réalisateur lui-même.
Parmi les films qu'il a réalisés, il convient de mentionner en particulier Vento d'Africa (it) (1949), avec Luigi Almirante et Franca Maj (it), L'Ange du péché (1951), avec Marcello Mastroianni et Gianna Maria Canale, Un dimanche romain (1953), avec Maria Fiore, Memmo Carotenuto et la nouvelle venue Sophia Loren, Cento serenate (it) (1954), avec Giacomo Rondinella, Supplice de mère (it) (1954), avec Alba Arnova et Franca Maj, une actrice qu'il avait déjà dirigée dans Vento d'Africa et qui devint sa femme à ce moment-là, mais le mariage échoue au bout de quelques années (le réalisateur se lie ensuite avec l'actrice Maresa Gallo, qu'il dirige dans plusieurs fictions télévisées), La Rivale (1955), avec Anna Maria Ferrero, Terreur sur Rome (1956), avec Andrea Checchi et Maria Fiore, Le Maître de forges (1959), avec Virna Lisi et Antonio Vilar, Le Monstre au masque (1960), avec Alberto Lupo, Lui, lei e il nonno (it) (1961), avec Gilberto Govi, Les Frères corses (1961), avec Amedeo Nazzari et Emma Danieli. En 1964, il est le réalisateur et le scénariste d'une série de sketches pour l'émission publicitaire télévisée Carosello, qui fait la promotion des vêtements féminins Cori du Gruppo Finanziario Tessile.

## Vie privée
Il a épousé l'actrice et soubrette Franca Maj, qui a participé à ses premiers films ; ce mariage a ensuite été annulé par la Sacra Rota et Majano s'est remarié avec l'actrice Maresa Gallo, dont il a eu deux filles : Paola Majano (doubleuse) et Barbara Majano (dialoguiste).

## Filmographie

### Réalisateur et scénariste de cinéma
- 1949 : Vento d'Africa (it)
- 1952 : L'Ange du péché (L'eterna catena)
- 1953 : Un dimanche romain (La domenica della buona gente)
- 1953 : Supplice de mère (it) (Una donna prega)
- 1954 : Cento serenate (it)
- 1955 : La Rivale (La rivale)
- 1957 : Terreur sur Rome (Terrore sulla città)
- 1957 : Ricordo la mamma
- 1959 : Le Maître de forges (Il padrone delle ferriere)
- 1959 : Lui, lei e il nonno (it)
- 1960 : Le Monstre au masque  (Seddok, l'erede di Satana)
- 1961 : Les Frères corses (I fratelli Corsi)

### Réalisateur de télévision
- 1955 : Piccole donne
- 1956 : L'Alfiere
- 1957 : Jane Eyre
- 1958 : Capitan Fracassa[4]
- 1959 : L'isola del tesoro
- 1959 : I masnadieri
- 1959 : I figli di Medea
- 1959 : Ottocento
- 1960 : Adunanza di condominio
- 1961 : Essi arrivarono a una città
- 1961 : Chiamami bugiardo
- 1961 : Il caso Maurizius
- 1962 : Sotto processo - théâtre
- 1962 : Una tragedia americana
- 1962 : Caccia ai corvi - théâtre
- 1963 : Racconti dell'Italia di oggi, épisode Un braccio di meno - série télé
- 1963 : Delitto e castigo
- 1963 : Prima di cena - théâtre
- 1964 : La cittadella[5]
- 1965 : Tenente Sheridan : La donna di fiori
- 1965 : David Copperfield
- 1965 : La tua giovinezza, de Denis Amiel
- 1965 : Racconti italiani della Resistenza, épisode L'ammiraglio - série télé
- 1966 : Don Giacinto a forza
- 1966 : La sera del sabato - théâtre
- 1967 : Breve gloria di mister Miffin
- 1967 : La fiera della vanità
- 1968 : Spine d'arancio
- 1968-1969 : La freccia nera
- 1971 : E le stelle stanno a guardare
- 1971 : Il corsaro (Le corsaire) - théâtre
- 1972 : La pietra di Luna
- 1973, 1976 : Qui squadra mobile
- 1975 : Marco Visconti
- 1977 : Castigo
- 1979 : Il signore di Ballantrae
- 1980 : L'eredità della priora
- 1981-1982 : Quell'antico amore de Giansiro Ferrata et Elio Vittorini - minisérie télé en 5 épisodes
- 1983 : L'amante dell'Orsa Maggiore
- 1985 : Due prigionieri
- 1986 : Strada senza uscita

### Scénariste
- 1942 : Addio Kira! de Goffredo Alessandrini
- 1947 : Marechiaro de Giorgio Ferroni
- 1948 : Amours de clown (Pagliacci) de Mario Costa
- 1951 : Trieste mia! de Mario Costa